# Renens
Renens er en by i det vestlige Schweiz med 20.927 (2018) indbyggere. Byen ligger i kanton Vaud som satellitby til Lausanne.